# Iglesias (Burgos)
Iglesias ist ein Ort und eine Gemeinde (municipio) mit 141 Einwohnern (Stand: 2024) in der Provinz Burgos in der nordspanischen Autonomen Region Kastilien-León. Die Gemeinde gehört zur Comarca Odra-Pisuerga.

## Lage
Iglesias liegt in der kastilischen Hochebene (meseta) in einer Höhe von etwa 844 Metern ü. d. M. und etwa 18 Kilometer in westsüdwestlicher Entfernung von der Stadt Burgos. 

## Bevölkerungsentwicklung
| Jahr      | 1910 | 1930 | 1950 | 1970 | 1991 | 2011 |
| Einwohner | 692  | 613  | 601  | 332  | 213  | 140  |

## Geschichte
Iglesias gehört zu den Orten (Nr. 1172) im UNESCO-Welterbe "Jakobswege nach Santiago de Compostela". In der Einsiedelei San Bol, Reste einer Klosteranlage, befindet sich eine Pilgerunterkunft.

## Wirtschaft
Die Region ist seit Jahrhunderten wesentlich von der Landwirtschaft geprägt; die Bewohner früherer Zeiten lebten hauptsächlich als Selbstversorger, aber auch Handwerk und Kleinhandel spielten eine Rolle. Ein Schwerpunkt lag auf der Anzucht von Bäumen aller Art, die letztlich in ganz Zentralspanien angepflanzt wurden.

## Sehenswürdigkeiten
- Kirche San Martin Obispo